# Pale Male
Pale Male est une buse à queue rousse célèbre de New York. Elle réside au 927 de la cinquième avenue à Central Park. Elle se nourrit de pigeons, de rats, de raton-laveur, de souris ou d'oiseaux. Son nid et ses couvées sont observés régulièrement par de nombreux badauds munis de télescopes.
En décembre 2004, le propriétaire de l'immeuble sur lequel la buse avait fait son nid a voulu le faire enlever. Devant la protestation véhémente de nombreux New Yorkais, ce projet fut abandonné.